# Charles de Samblanx
Charles-Philippe de Samblanx, (Bruxelles, 4 décembre 1855 – Bruxelles, 5 décembre 1943,) est un relieur belge.

## Biographie
Avec Jacques Weckesser dont il était le cousin par alliance, Charles de Samblanx possède un atelier à Bruxelles rue Ducale. Dès 1905, Il travaille principalement sur commande de Raoul Warocqué.

## Collections
- British Library
- Bibliothèque du Domaine de Mariemont

## Galerie

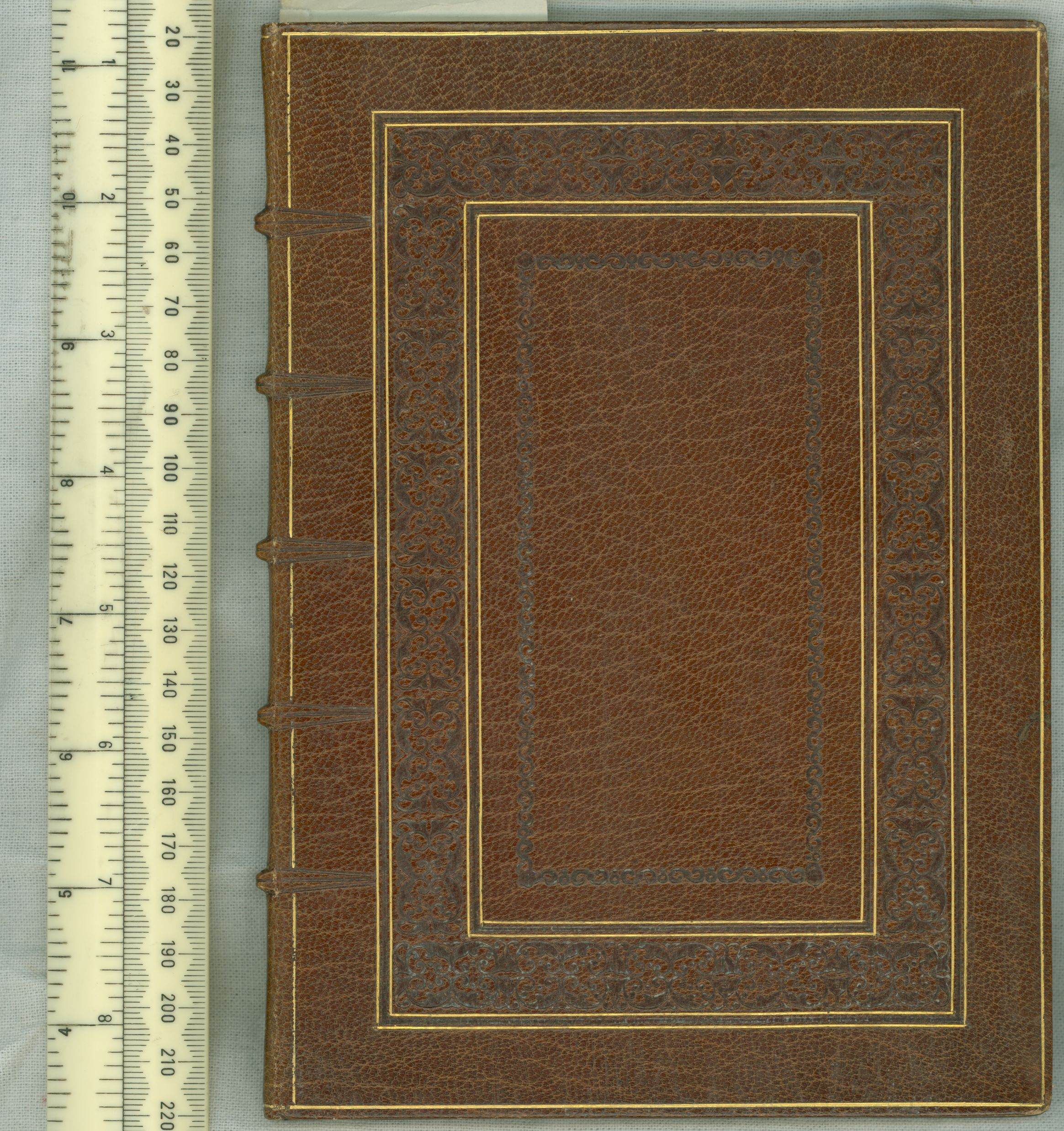
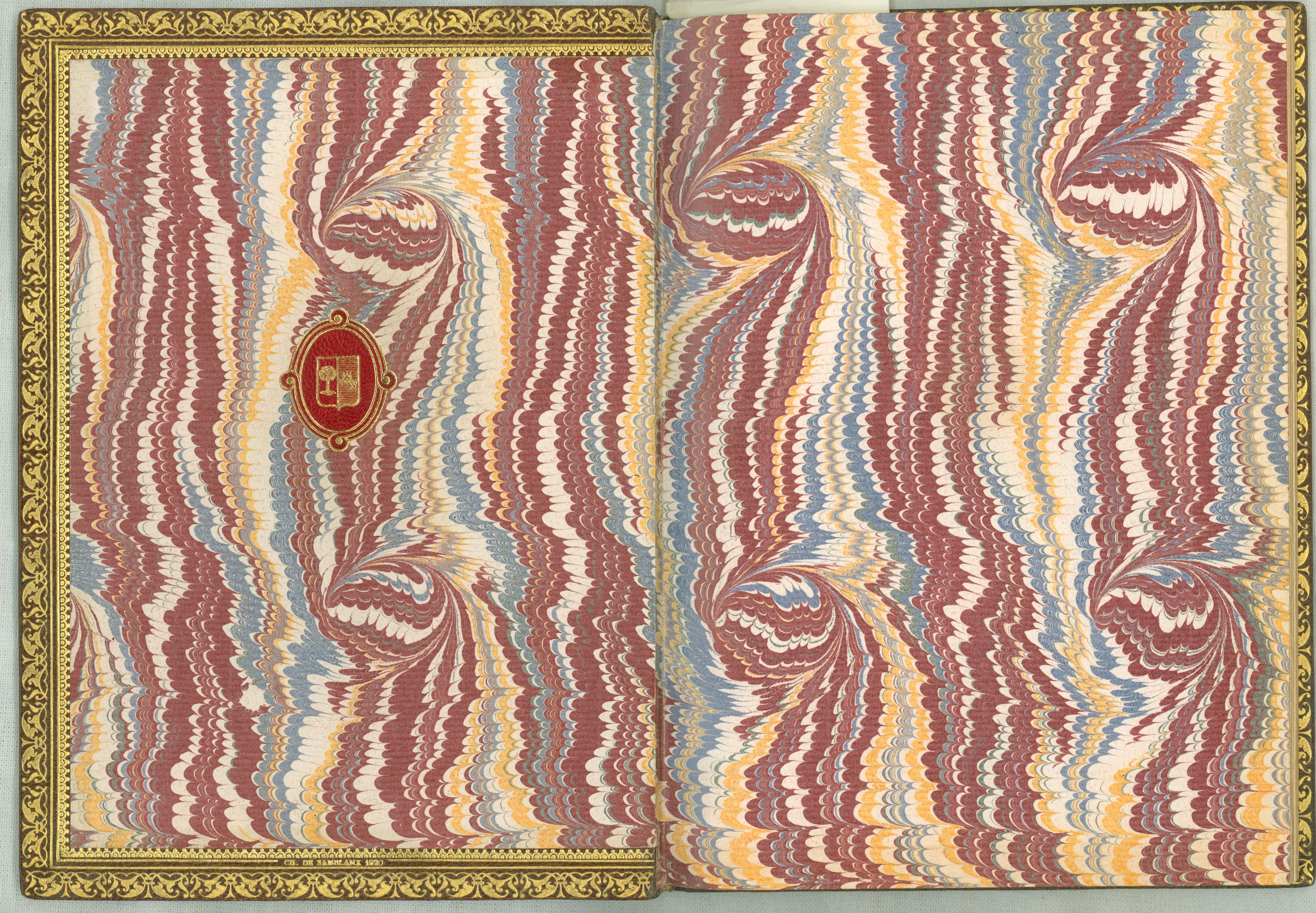

## Décorations[3]
- Chevalier de l'ordre de Léopold
- Chevalier de la Légion d'honneur, du 22 septembre 1935, sur proposition du ministère des Affaires étrangères en qualité de relieur d'art[4].
- Chevalier des Palmes académiques